# Nekropolia Anhaltów w Pszczynie

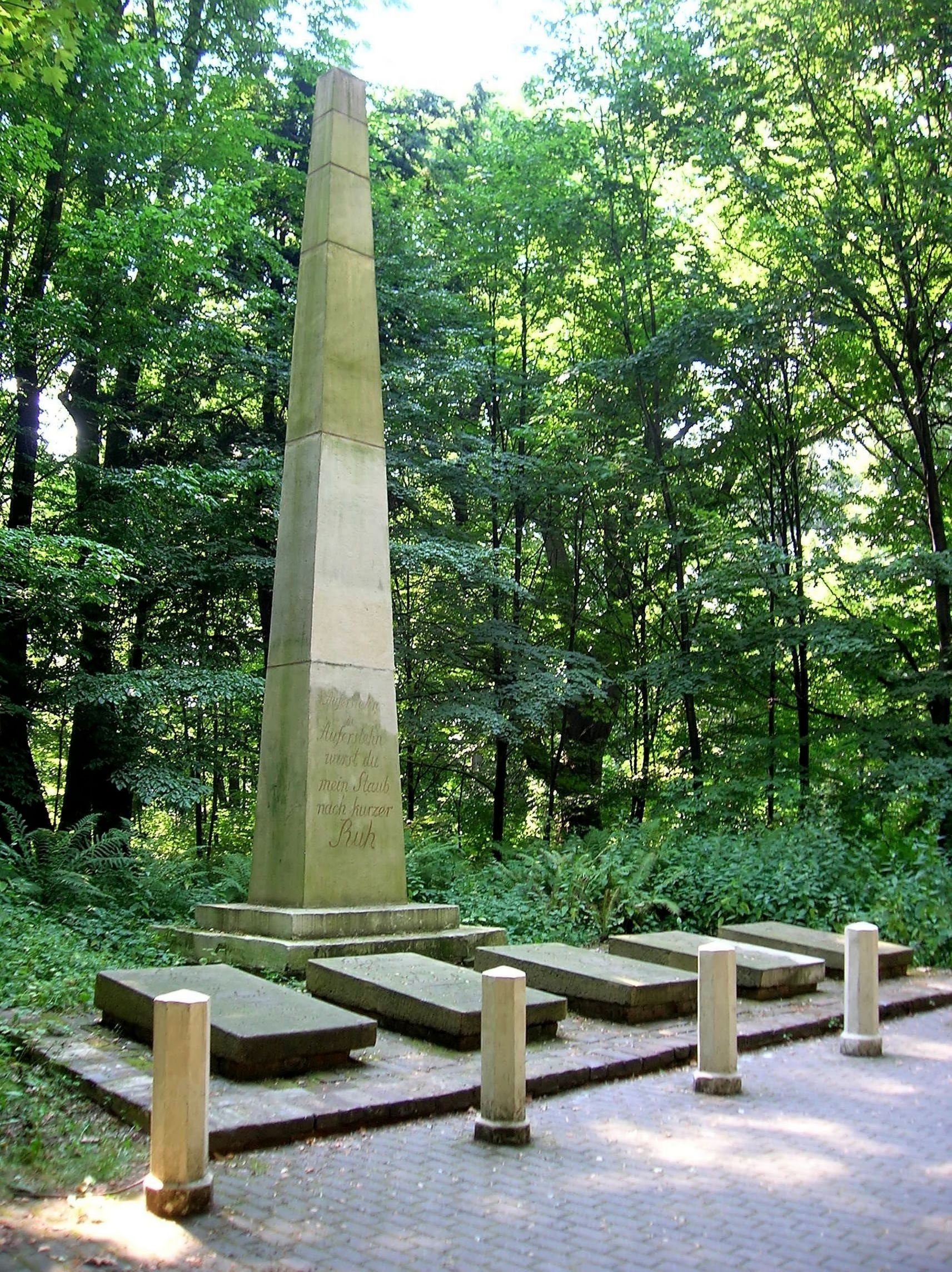
Groby Anhaltów (2010)

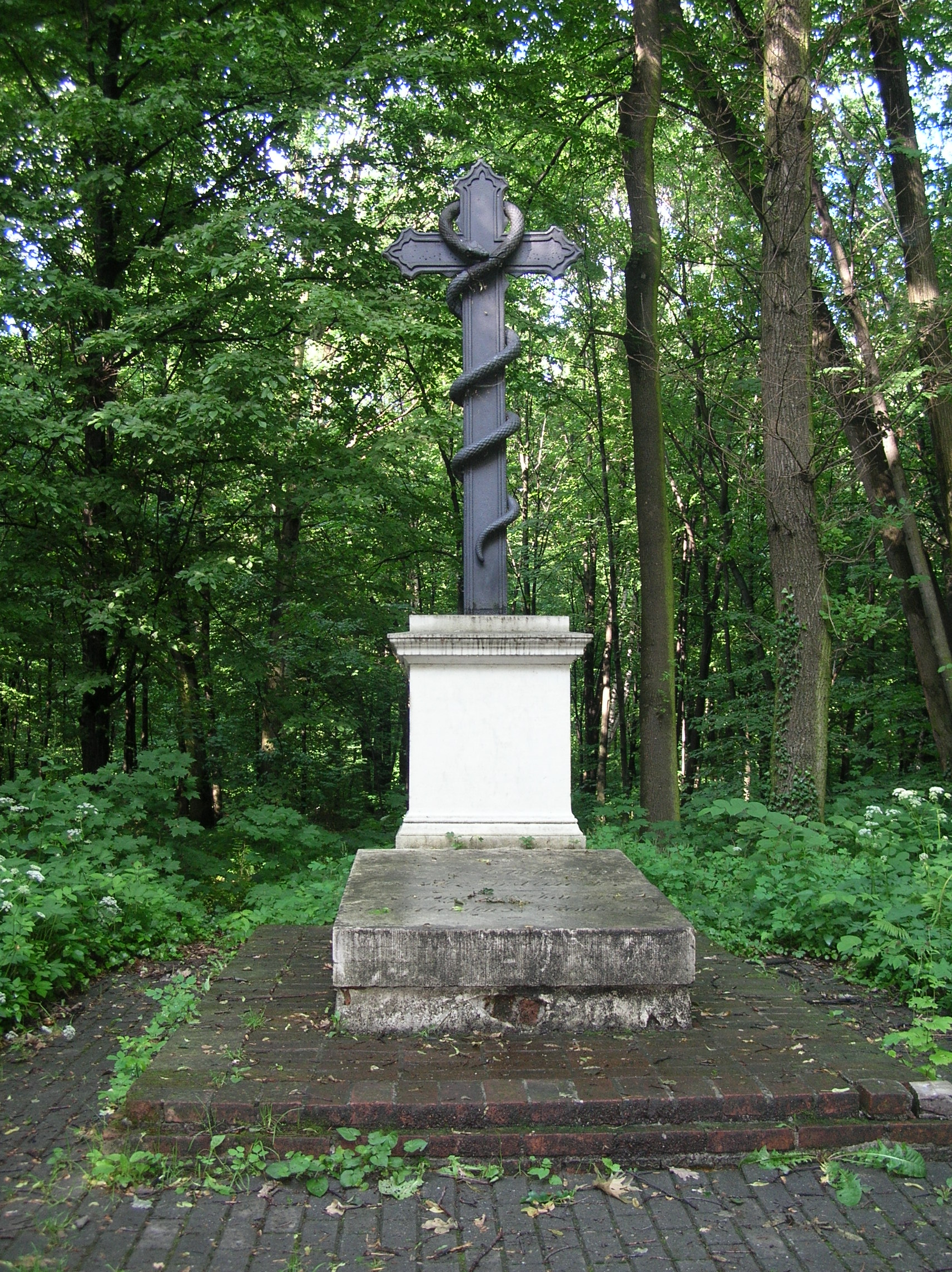
Grobowiec Ludwika Anhalta (2009)

Nekropolia Anhaltów – zespół grobowców z I. połowy XIX w. w parku zamkowym w Pszczynie w województwie śląskim, kryjących szczątki członków rodziny Anhalt-Koethen, władających w tym czasie pszczyńskim państwem stanowym. Znajduje się w północno-zachodniej, nieco wyżej położonej części parku, wśród zwartego, starego drzewostanu. Od parkowej alejki prowadzi do niej kilkudziesięciometrowa, ślepo kończąca się dróżka. Na jej końcu stoi ciężka, klasycystyczna w formie, kamienna ława.
Po lewej stronie dróżki wznosi się kamienny, czworoboczny obelisk z niemieckim napisem na ścianie frontowej: Auferstehen / ja / Auferstehen / wirst du / mein Staub / nach Kurzer / Ruh (Zmartwychwstaniesz, ach zmartwychwstaniesz prochu mój, po krótkim odpoczynku). Napis ten początkowo wyryty był w kamieniu i podkreślony barwnym wypełnieniem, później zastąpiony został nakładanymi mosiężnymi literami. Przed obeliskiem znajduje się rząd pięciu piaskowcowych płyt, które nakrywają groby księcia Fryderyka Erdmanna (1731–1797), jego żony Luizy Ferdynandy (z domu Stolberg-Wernigerode; 1744–1784) oraz trójki ich dzieci: Emanuela Ernesta Erdmanna (1768–1808), Christiny (1774–1783) i Georga (1776–1777).
Po przeciwnej stronie znajduje się grobowiec najmłodszego syna Fryderyka Erdmanna i Luizy Ferdynandy, Ludwika Anhalta (1783-1841), który od 1830 r. władał księstwem pszczyńskim. Wkopana w nieznaczne podwyższenie terenu ceglana krypta nakryta jest piaskowcową płytą z inskrypcją poświęconą Ludwikowi. Nad nią, na czworobocznym, kamiennym postumencie wznosi się staliwny krzyż z oplatającym go wężem – identyczny z krzyżem z grobu jego zmarłej 27 lat wcześniej szwagierki, Marii Doroty Henrietty Luizy Schlezwig-Holstein-Sonderburg-Beck (1783–1803) na niedalekim cmentarzu św. Jadwigi.
Nekropolia w obecnej formie powstała ok. 1820 roku z inicjatywy księcia Henryka Anhalta (1778–1847), który władał Pszczyną do 1830 r. Zdecydował się on przenieść w jedno miejsce groby swych rodziców i zmarłego przedwcześnie rodzeństwa, przedtem – zgodnie z romantyczną modą – rozrzucone po zamkowym parku. Po II wojnie światowej zespół przez długi czas pozostawał zapomniany. Nie wspominał o nim ani „Katalog zabytków sztuki w Polsce (...) Powiat pszczyński” (1961) ani np. popularny przewodnik I. Płazaka pt. „Pszczyna. Zabytki miasta i regionu” (1974). Dopiero na skutek podjętego w latach 90. XX. wieku kompleksowego porządkowania parku, w 2001 r. dokonano renowacji elementów nekropolii wraz z przywróceniem pierwotnych napisów. Planowana jest kolejna renowacja, na którą pszczyńska gmina uzyskała w 2023 r. środki z Rządowego Programu Odbudowy Zabytków.